# Neustadt/Westerwald

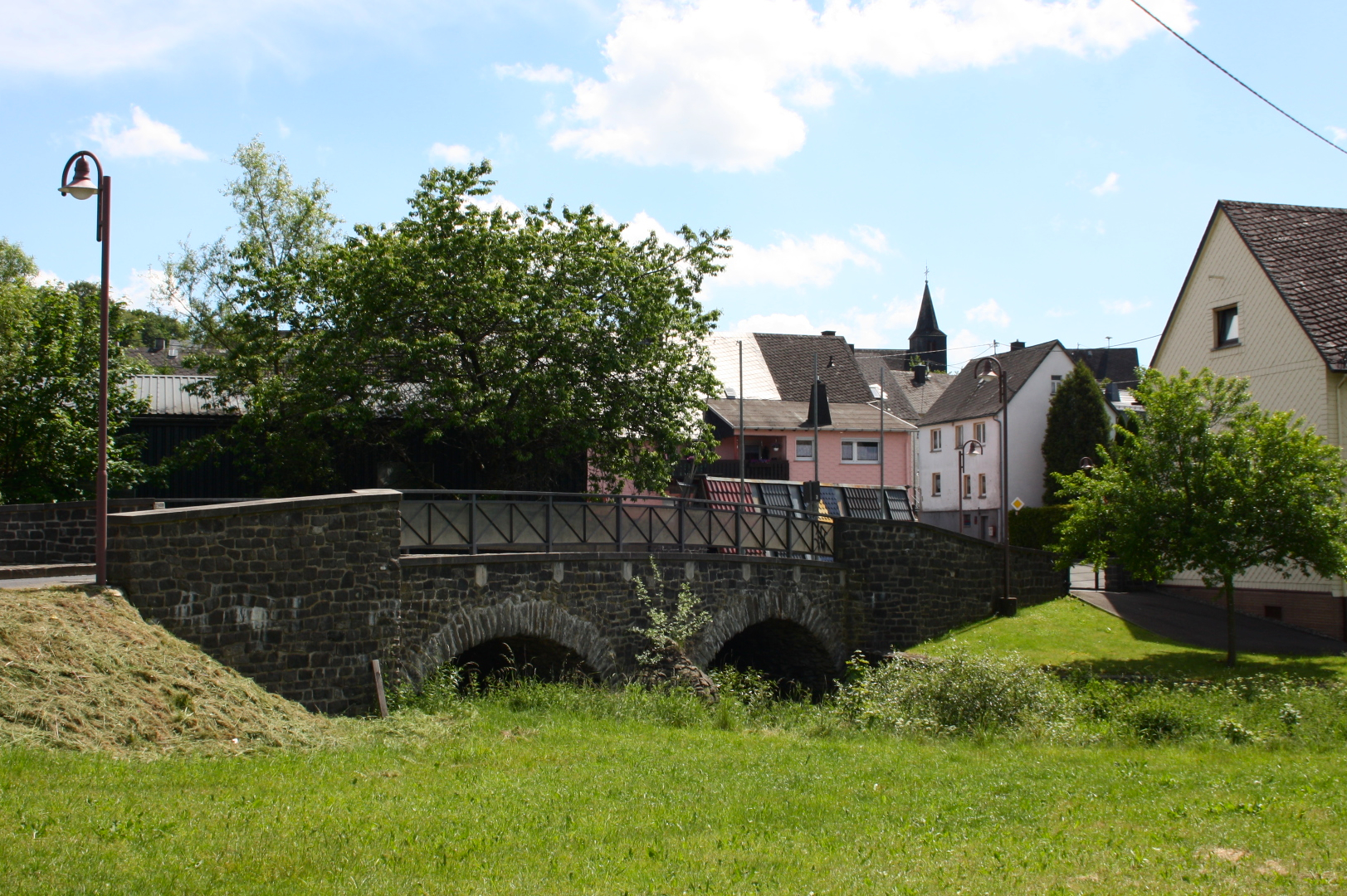
Ansicht von Neustadt/Westerwald

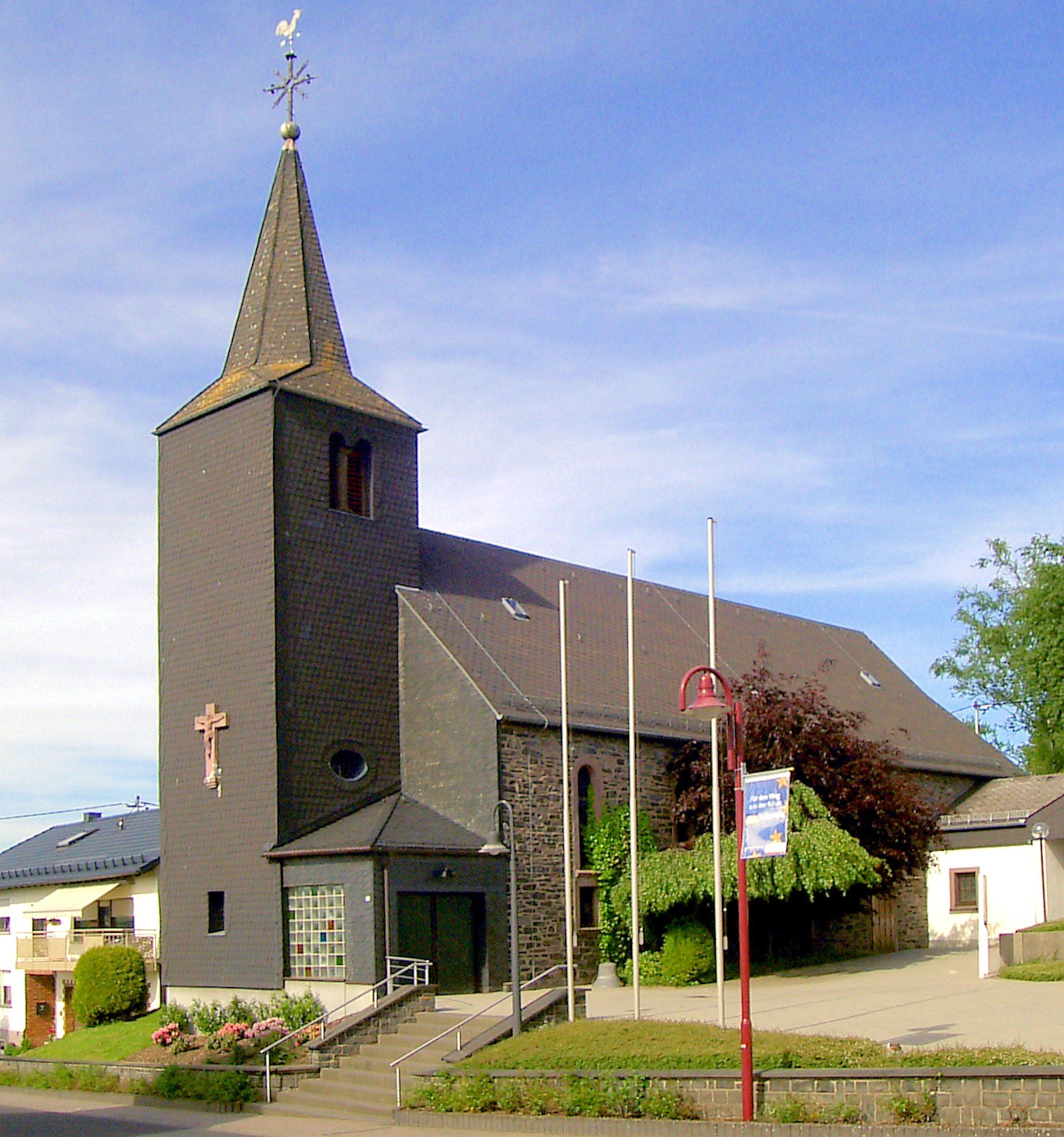
Neustädter Kirche Mariä Himmelfahrt

Neustadt/Westerwald ist eine Ortsgemeinde im Westerwaldkreis in Rheinland-Pfalz. Sie gehört der Verbandsgemeinde Rennerod an.

## Geographie

### Geographische Lage
Die Gemeinde liegt im Westerwald zwischen Siegen und Limburg an der Lahn. Durch den Ort fließt die Große Nister.

### Nachbargemeinden
Neustadt ist umgeben von den Gemeinden Niederroßbach im Norden, Emmerichenhain im Osten, Hellenhahn-Schellenberg im Süden und Höhn im Westen.

## Geschichte
1384 wurde der Ort erstmals urkundlich erwähnt.
Am 1. März 1987 wurde der Name von Neustadt in Neustadt/Westerwald geändert.

## Religion
Die Bevölkerung teilt sich auf in ca. 82 % Katholiken und 18 % mit anderer bzw. keiner Religion.

## Politik

### Bürgermeister
Anke Schöw wurde am 15. Oktober 2019 Ortsbürgermeisterin von Neustadt/Westerwald. Da bei der Direktwahl am 26. Mai 2019 kein Bewerber kandidiert hatte, erfolgte die Wahl gemäß Gemeindeordnung durch den Rat. Sie wurde 2024 vom Rat wiedergewählt.
Schöws Vorgänger Michael Dielmann hatte das Amt des Ortsbürgermeisters von 2014 bis 2019 ausgeübt.

### Wappen
| Wappen von Neustadt/Westerwald | Blasonierung: „In Gold ein schräglinker, blauer Wellenbalken; oben ein (mit der linken Klaue aus dem Wellenbalken wachsender) nach links schauender rotbewehrter, schwarzer Adler; unten ein sechsspeichiges, schwarzes Mühlrad mit zwölf Schaufeln.“ |
| Wappen von Neustadt/Westerwald | Wappenbegründung: Der Wellenbalken verdeutlicht die Lage der Gemeinde an der Großen Nister. Der schwarze Adler in Gold – der Reichsadler – symbolisiert den heutigen Gemeindeflurbezirk Forstwiese als ehemaligen Reichsforst. Das Mühlrad steht für die beiden ehemaligen Mühlen zu Neustadt, die für den Mühlenbezirk Neustadt-Hellenhahn-Schellenberg mahlten. Die Farben Gold und Blau sind die Wappenfarben von Nassau (goldener Löwe in Blau) und verweisen auf die ehemalige Territorialzugehörigkeit der Gemeinde. |

### Städtepartnerschaften
Neustadt ist Mitglied der internationalen Städtefreundschaft Neustadt in Europa mit 37 Mitgliedern aus sieben Staaten (Stand: Juli 2020).

## Kultur und Sehenswürdigkeiten
- Holzbachschlucht (bei Seck)
- Wacholderheide (bei Westernohe)
- Liste der Kulturdenkmäler in Neustadt/Westerwald

## Wirtschaft und Infrastruktur

### Verkehr
- In unmittelbarer Nähe der Gemeinde verlaufen die Bundesstraße 54, die Limburg an der Lahn mit Siegen verbindet, und die Bundesstraße 255, die von Montabaur nach Herborn führt.
- Die nächste Autobahnanschlussstelle ist Haiger/Burbach an der A 45 Dortmund–Hanau, etwa 18 Kilometer entfernt.
- Der Bahnhof Niederrosbach-Neustadt lag an der Westerwaldquerbahn. Der Personenverkehr auf dieser Strecke wurde eingestellt.
- Der nächstgelegene ICE-Halt ist der Bahnhof Montabaur an der Schnellfahrstrecke Köln–Rhein/Main.